# 문왕 (발해)
문왕(文王, ?~793년 3월)은 발해의 제3대 왕으로, 무왕의 아들이다. 휘는 흠무(欽茂), 연호는 대흥(大興)과 보력(寶曆)이다. 황후는 효의황후(孝懿皇后)다.
존호는 대흥보력효감금륜성법대왕(大興寶曆孝感金輪聖法大王)이다. 구당서, 신당서, 발해고 등에는 그의 존호가 전하지 않다가 20세기에 와서 정효공주, 정혜공주의 묘지명이 발견되면서 알려졌다.
도읍을 동모산(東牟山)에서 742년 무렵 중경현덕부(中京縣德府)로 천도했으며 당나라의 문물을 받아들여 체제를 정비하고  선조성, 중대성, 정당성을 설치했다. 한편 781년에는 고구려 유민 출신 평로치청절도사 이정기(李正己)에게 군마(軍馬)를 수출했다. 755년 수도를 흑룡강성 일대의 상경용천부(上京龍泉府)로 옮겼다가 785년 다시 수도를 동경용원부(東京龍原府)로 옮겼다. 수도를 세 번 천도한 정확한 이유는 알려진 것이 없다.
그는 스스로를 고려국왕(高麗國王)이라 칭했다. 일본 헤이안시대의 궁성 헤이조궁(平城宮) 터에서 발견된 두 점의 목간(木簡)에 발해사(渤海使)라는 표현이 등장한다. 그런데 758년에 만든 목간에는 견고려사(遣高麗使)라고 쓰였고, 국서에도 고려국왕이라 쓰였다. 정효공주묘지명에 의하면 그는 당대에 황상(皇上)으로 불렸다.

## 생애
737년, 대당(對唐) 강경책을 구사하던 아버지 무왕이 병으로 붕어한 뒤 보위를 승계하였다. 당나라에서는 바로 내시 단수간(段守簡)을 보내 그에게 발해군왕직과 좌효위대장군 흘한주도독직에 책봉했다. 구당서 199권 발해말갈조에 의하면 그는 즉위 후 대대적인 사면령을 단행하였다. 구당서 199권에 의하면 그는 당나라 이후 좌금오대장군(金吾大將軍)에 봉해지고, 현종 천보 연간에 특진하여 태자첨사, 빈객(太子詹事 賓客)에 임명됐다. 대종 대력 연간에 사공(司空), 태위(太尉)에 임명됐다. 
즉위 직후 그는 당나라의 연호를 사용하지 않고 독자적인 연호를 제정, 대흥(大興)과 보력(寶曆)의 연호를 사용했고 만년에 다시 대흥이라는 연호를 사용했다.
문왕은 전반적으로 대당 평화기조를 견지하였다. 그러나 당나라의 필요 이상의 요구에는 일절 응하지 않았다. 758년 당나라는 발해에 사신을 보내, 755년 반란을 일으킨 안녹산 무리의 진압을 위해 기병 4만의 출병을 요청해왔지만 문왕은 이를 거부했다. 
752년(대흥 15) 보국대장군 모시몽(慕施蒙) 등을 일본에 사신으로 파견되었다. 그는 일본에 함께 신라를 정벌할 것을 제의하였다. 속일본기에 의하면 과거에 고구려가 일본에 신하로써 예의를 취했다며 발해가 일본에 신하로 칭하지 않음을 문제 삼았다 한다. 협상은 결렬되었다.
한편 781년에는 고구려 유민 출신으로 평로치청절도사에 오른 이정기(李正己)가 당나라를 상대로 전쟁을 벌일 때, 부대의 기동력 강화에 필수적인 군마(軍馬)를 이정기에게 수출하였다. 신당서 170권에 의하면 당덕종 정원 5년(789년) 당나라 장군 고숭문(高崇文)이 당원에서 토번군대를 대파하자 그를 발해군왕에 봉했다 한다. 이 일로 당나라와의 관계가 어떻게 진행됐는지는 알 수 없다. 
772년 3월 일본에 사신을 보냈다. 이때 그는 일본 천황에게 보내는 친서에 스스로를 '천손(天孫)'이라 칭하고 발해와 일본을 장인과 사위(舅甥)로 칭했다. 서신을 읽은 일본 천황 고닌 천황은 격노하며 고구려대에도 형제를 칭했지 장인과 사위(舅甥)라는 표현은 예를 잃은 것이라고 발해 사신 예우를 철회하려다가 발해사신 만복이 서식표현을 고쳐주겠다고 하여 무마되었다.
문왕은 재위 내내 발해의 내정에 집중했다. 발해의 중앙 및 지방 제도는 건국 직후부터 마련되었지만, 대부분 문왕 때에 틀이 확립되었고, 선왕(宣王, ? ~ 830년) 때에 완성된다. 그런데 신당서 <발해전(渤海傳)>에는 발해가 대개 중국의 제도를 본받았다고 했다. 예컨대 발해의 정부 조직은 당나라 정부조직을 본받아 3성 6부를 기본으로 구성되었다. 발해가 당시 강국이었던 당나라 문화를 받아들이는 것은 요즘의 세계화와 크게 다를 바가 없는 것이다. 당시 정치, 경제, 사회, 문화 전반에 걸쳐 모범이 되는 것이 당나라의 제도와 문화였기 때문이다.
그러나 발해가 당나라의 제도와 문화를 맹목적으로 수용하는 것은 아니었다. 발해의 3성은 선조성, 중대성, 정당성으로 당나라의 관청과 이름부터 달랐고, 6부 또한 당나라의 이, 호, 예, 병, 형, 공이 아니라 충, 인, 의, 지, 예, 신이었다. 당나라는 정책 심의 기관이 문하성과 중서성이 행정을 담당하는 상서성보다 우위에 있었지만, 발해는 행정을 담당하는 정당성의 우두머리인 대내상이 선조성과 중대성의 좌, 우상보다 위에 있는 실질적인 최고 권력 기구였다. 발해의 실정에 맞게 변형하고, 선별적으로 수용했던 것이다.
그는 즉위 이후 56년 동안이나 왕위에 있다가 793년에 사망하였다. 그의 아들인 태자 대굉림이 일찍 죽은 탓에, 종제인 대원의와 손자 성왕이 잇달아 즉위하였으나 모두 단명하였고, 이후 그 막내아들인 강왕이 왕위에 올랐다.
사후 아들 강왕이 당나라에 요구하여 국왕직에 추증됐다. 구당서 199권에 의하면 그는 당나라 개원 연간에 부왕의 직을 승습해 군왕에 임명됐다 한다. 이후 좌금오대장군(金吾大將軍)에 봉해지고, 현종 천보 연간에 특진하여 태자첨사, 빈객(太子詹事 賓客)에 임명됐다. 대종 대력 연간에 사공(司空), 태위(太尉)에 임명됐다. 강왕이 승습할 때는 군왕, 장군직이었다. 강왕은 당나라에 사절을 보내 부왕을 국왕으로 추존할 것을 요청하여 책명받았다 한다. 그런데 신당서 219권에 의하면 보응원년(762년) 당숙종이 조령을 내려 발해를 국으로 봉하고 흠무를 왕으로 봉했으며 검교태위로 승진시켰다(寶應元年 詔以渤海爲國 欽茂王之 進檢校太尉)는 기록이 있어 강왕이 군왕직을 승습했다는 구당서 기록과는 앞뒤가 맞지않는다.

## 공주와 황후의 묘 발굴
1949년 중국 지린성 둔화시 육정산 고분군 안에서 문왕의 둘째 딸인 정혜공주 묘가, 1980년 길림성 화룡현 룽터우 산에서 넷째 딸인 정효공주 묘가 발굴되었다. 발해에서 공주의 무덤이 발굴 된 것은 최초이며 매우 이례적인 일이다. 또한 2004년 혹은 2005년에 룽터우 산 고분 14기 중 문왕의 황후인 효의황후(孝懿皇后)의 묘가 발굴 되었다.
문왕의 두 딸인 정혜공주와 정효공주의 무덤에서 발견된 묘지명을 보면, 그 내용이 중국 고전 문학 작품을 다양하게 인용한 것임을 알 수가 있다. 또한 두 묘지명의 내용이 거의 똑같아, 정형화된 묘지명 형식이 있었음도 확인할 수 있다. 이는 문왕 시기 발해에 유교 문화가 널리 퍼졌음을 알려준다. 또 정효공주 무덤은 무덤 위에 탑을 세우는 탑장(塔葬) 형식이고, 묘지명에 나타난 문왕의 존호(尊號)인 대흥보력효감금륜성법대왕(大興寶曆孝感金輪聖法大王)에서 <금륜성법>이란 불교적 용어가 나타난 것으로 볼 때, 문왕 당시 발해에 불교가 크게 번성했음을 짐작하게 해준다.
정혜, 정효공주 묘지명에는 아버지 문왕을 황상(皇上)으로 표현했다. 황상이란 말은 신하가 황제를 부를 때 사용하는 것이다. 문왕은 발해 역대 임금들이 그러했듯이 즉위 당시부터 대흥, 774년부터 보력, 780년대에 다시 대흥이란 연호를 사용했으며, 제국을 지향하고 있었다.

## 외교 활동

### 신라와의 외교
733년 신라는 당나라의 요청을 받고 발해의 남부지역을 공격한 적이 있었다. 하지만 발해와 당나라의 관계가 회복되면서, 신라와의 긴장관계도 완화되었다. 757년 신라는 발해와의 교섭 창구의 기능을 하는 탄항관문(炭項關門)을 설치했다. 발해의 5경 가운데 하나인 동경용원부에서 남경남해부를 거쳐 신라와의 국경에 이르는 길을 신라도(新羅道)라 부르고, 39개 역을 설치했다. 이는 신라와 지속적인 교역이 있었음을 말해준다. 764년 당나라 사신이 신라도를 통해 발해에서 신라로 간 적도 있다. 이처럼 문왕 시기 발해는 신라와 평화로운 관계가 유지되었다.

### 당나라와의 외교
시조 고왕을 시작으로 무왕에 이르기까지, 당나라는 발해와 격전을 치렀다. 당나라는 이에 대한 감정적 보복으로 한 동안 발해의 임금을 발해군왕(渤海郡王)이라 낮추어 불렀다. 발해라는 국가가 아닌 한 지방을 통치하는 임금이라는 의미였다. 그런데 762년부터는 문왕을 발해국왕으로 불렀다. 발해의 국력이 감정적으로 무시하기에는 너무 커져 있었음을 당나라도 인정한 것이라고 할 수가 있다. 문왕 시기 발해와 당나라의 외교 구도는 기본적으로 평화적 기조를 바탕에 두고 있었으며, 양측의 문물 교류가 활발하였다.

### 일본과의 외교
752년  보국대장군 모시몽(慕施蒙)을 사신으로 일본에 보냈다.
일본 헤이안시대의 궁성인 헤이조궁(平城宮) 터에서는 두 점의 목간(木簡)이 발견되었다. 시대가 앞선 목간에는 발해사(渤海使)라는 표현이 등장한다. 그런데 758년에 만든 목간에는 견고려사(遣高麗使)라고 씌어있다. 발해는 758년 9월 양승경을 대표로 한 사신단을 일본에 보냈다. 이때 국서에 고려국왕(高麗國王)이라고 표현했다. 그러자 일본에서도 문왕을 고려국왕이라고 표현하고 국서를 보내왔다. 758년 일본은 신라정벌계획을 세우고 발해에 사신을 파견했다. 앞서 신라에 파견되었다가 모욕을 당한 오노노 다모리를 정사로 삼은 사신단이었다. 그는 양승경(楊承慶), 양태사(楊泰師), 풍방례(馮方禮) 등을 일본에 답사로 보냈다. 그러나 신라 정벌을 추진하던 일본의 후자와라노 나카마로가 숙청되면서 신라 정벌 계획은 잠정 중단되었다.
일본은 778년에 사신을 보낼 때에도 송(送)고려객사라고 하여, 발해를 고려라고 불렀다. 또 일본의 왕실창고인 정창원(正倉院)에 소장된 악구궐실병출납장(樂具闕失幷出納帳)이란 문서에는 762년 일본에 사신을 갔다가 다음에 돌아온 왕신복(王新福) 일행이 763년 1월 동대사(東大寺)를 방문한 흔적을 보인다. 이 문서에는 고려객인(高麗客人)이라고 표현되어 있다.
문왕은 단순히 나라 이름만 고려라고 한 것이 아니라, 자신은 고구려 역대 임금이 그러했던 것처럼 천손(天孫)이라고 했다. 771년 문왕은 일본에 보낸 국서에서 자신을 천손으로 표시하고, 일본과의 관계를 장인과 사위(舅甥)라고 하였다. 그러자 일본에서 이를 항의하기도 했다. 천손이란 의미는 곧 천하의 주인 즉, 제국의 지배자인 천자(天子)라는 뜻이다. 발해가 일본을 화나게 할 정도로 낮추어 보는 문서를 보낸 것은, 발해의 국력이 강해졌다는 자신감의 표현이라고 볼 수 있다.
727년부터 759년까지 5차례 일본에 보낸 사신은 모두 무관을 대표로 보냈다. 그런데 762년 이후로는 문관으로 바뀐다. 이것은 일본과의 교섭이 신라를 견제하려는 군사적인 목적보다, 경제적인 목적으로 전환했음을 말해준다. 760년을 전후해서 발해와 일본은 연합해서 신라를 침공하려는 계획을 갖고 있었다. 일본은 이 계획에 적극적이었지만, 발해는 이 계획에 최종적으로 반대해 전쟁은 일어나지 않았다.

## 수도의 이동
발해가 처음 건국된 곳은 동모산(東牟山)이었다. 이곳은 구국(舊國)이라 불렸다. 그런데 문왕은 742년 무렵 중경현덕부(中京縣德府)를 건설하고 수도를 옮겼다. 중경현덕부는 현재 길림성 연변자치주 화룡현 서고성자성이다. 이 주변은 철과 베(布), 쌀 생산이 많은 곳이었다. 그런데 다시 755년 무렵 수도를 상경용천부(上京龍泉府)로 옮겼다. 이곳은 흑룡강성 영안현 동경성진(東京城鎭) 일대다. 문왕이 이곳으로 수도를 옮긴 이유는 북쪽에 위치한 말갈족 등을 보다 적극적으로 통치하기 위함이 아닌가 한다.
그런데 문왕은 785년 무렵 또 다시 수도를 동경용원부(東京龍原府)로 옮겼다. 이곳은 해양 교통의 요지로 현재 연변자치추 훈춘현 팔련성(八連城)지역으로 추정된다. 문왕은 3차례 수도를 옮김으로써, 발해의 여러 곳을 개발하는 효과를 얻었다. 발해에는 이들 3곳의 수도 외에 남경남해부(함경북도 북청군으로 추정), 서경압록부(길림성 임강시로 추정)가 더 설치되어 5경 제도를 갖추고 있다. 이 또한 문왕 때에 만들어진 것으로 볼 수 있다. 5경을 통해 문왕은 발해의 넓은 영역을 보다 효율적으로 통치하고, 균형 발전을 이루려고 했던 듯하다. 5경 가운데 가장 중요한 수도는 상경으로, 이곳은 793년 성왕이 즉위하면서, 다시 수도가 되어 나라의 중심이 되었다.

## 가족 관계
그의 가족관계는 문헌에는 아들 굉림, 성왕 대화여만이 알려졌으나 20세기 이후 정혜공주묘지, 정효공주묘지가 발견되면서 보다 상세하게 알려졌다.
| - 조부 : 고왕 대조영(高王 大祚榮) - 부왕 : 무왕 대무예(武王 大武藝, 재위 : 719년~737년) - 장형 : 대도리행(大都利行, ?~728) - 형 : 대번(大蕃) - 문왕 - 왕제 : 대의신(大義信) - 왕제 : 대욱진(大勗進) - 종제 : 대원의(大元義, 폐왕(廢王) 재위 : 793년~793년) | - 황후 : 효의황후(孝懿皇后) - 왕자 : 대굉림(大宏臨) - 왕손 : 성왕 대화여(成王 大華璵, 재위 : 793년~794년) - 왕자 : 대영준(大英俊) - 왕자 : 대정알(大貞斡) - 왕자 : 강왕 대숭린(康王 大嵩璘, 재위 : 794년~809년) - 왕손 : 정왕 대원유(定王 大元瑜) - 왕손 : 희왕 대언의(僖王 大言義) - 왕손 : 간왕 대명충(簡王 大明忠) - 공주 : 미상 (요절) - 공주 : 정혜공주(貞惠公主, 738~777) - 공주 : 정연공주 - 공주 : 정효공주(貞孝公主, 757~792) - 왕손 : 대능신(大能信) |

## 대중 문화속에 나타나는 문왕
- 《삼국기》(KBS, 1992년~1993년 배우:조현철

## 같이 보기
- 신라
  - 효성왕 (재위: 737년 ~ 742년)
  - 경덕왕 (재위: 742년 ~ 765년)
  - 혜공왕 (재위: 765년 ~ 780년)
  - 선덕왕 (재위: 780년 ~ 785년)
  - 원성왕 (재위: 785년 ~ 798년)